# Troels Dahlerup
Troels Dahlerup (3. december 1925 – 15. marts 2006) var en dansk historiker og professor med speciale i nordisk senmiddelalder.
Dahlerup blev cand.mag. med hovedfag i historie og bifag i kristendomskundskab fra Københavns Universitet i 1952 og var derefter i perioden 1953-1956 gymnasielærer. 1957-1964 var han arkivar ved Rigsarkivet, hvorefter han 1964-1968 var amanuensis ved Afdeling for Kirkehistorie ved Københavns Universitet. 1968 blev han dr.theol. fra Københavns Universitet med disputatsen Det danske sysselprovsti i middelalderen. Samme år blev han ansat ved Aarhus Universitet som professor i nyere tids historie, en stilling han beholdt frem til sin pensionering i 1992. Herefter beholdt han frem til sin død sit kontor på universitetet.
Han var medlem af Det kongelige danske Selskab for Fædrelandets Historie siden 23. april 1970, siden 1983 af Videnskabernes Selskab og medlem af bestyrelsen for Den danske historiske Forening 1968-1989.

## Udvalgt bibliografi
- "Om de saakaldte Kongstedlund-Bruner" i Danmarks Adels Aarbog (1955) II, s. 101-112
- "Slægten Rodsteens oprindelse" i Danmarks Adels Aarbog (1963) II, s. 73-79
- "Hardsyssels Provsti i Senmiddelalderen" i Hardsyssels Aarbog LIV (1960), s. 77-141
- Studier i senmiddelalderlig dansk Kirkeorganisation, København 1963
- Det danske sysselprovsti i middelalderen, 1968 (disputats)
- "Lavadelens krise i dansk senmiddelalder" i Historisk Tidsskrift 12. række, bind IV (1969-70), s. 1-43
- "Danmark" i Den nordiske Adel i Senmiddelalderen. Struktur, funktioner og internordiske relationer. Rapporter til det nordiske historikermøde i København 1971 9-12 august, København 1971, s. 45-80
- "Om kirkens dom for gæld. Reformationen som retsreform belyst ved gældsjurisdiktionsproblemet" i Kirkehistoriske Samlinger (1980), s. 105-114
- "Fæstet i breve og domme" i Fortid og Nutid XXX (1983), s. 280-301
- De fire stænder 1400-1500, bind 6 af Gyldendals og Politikkens Danmarkshistorie, 1989 (2. udgave 2003)
- "Kirke og samfund i dansk senmiddelalder" i Per Ingesman og Jens Villiam Jensen (red.): Danmark i Senmiddelalderen, Aarhus Universitetsforlag:Århus 1994 ISBN 87-7288-456-8, s. 282-291
- "Omkring en dansk identitetsfølelse i middelalderen" i Per Ingesman og Bjørn Poulsen (red.): Danmark og Europa i Senmiddelalderen, Aarhus Universitetsforlag:Århus 2000 ISBN 87-7288-768-0, s. 30-38
- "Indledning om senmiddelalderen" i Per Ingesman og Jens Villiam Jensen (red.): Riget, magten og æren. Den danske adel 1350-1660, Aarhus Universitetsforlag:Århus 2001 ISBN 87-7288-693-5, s. 17-25